# Райла, Бронис
Бро́нис Ра́йла (лит. Bronys Raila; 23 марта 1909, деревня Плаучишкяй, Поневежский уезд, Ковенская губерния — 13 апреля 1997, Лос-Анджелес) — литовский журналист, публицист, писатель, поэт, переводчик, критик.

## Биография
Учился в средней школе в Розалимасе (1919—1923), окончил гимназию в Паневежисе (1927). В 1927—1932 годах учился на гуманитарном отделении Литовского университета в Каунасе (с 1930 года — Университет Витовта Великого), изучал театроведение, литовский, английский, русский языки и литературы. В 1932—1934 годах в Каунасской консерватории занимался музыкой и пением. В 1939 году в Париже окончил Высший институт международных отношений.
Участвовал в молодёжной организации „Žiežirba“, в 1928—1930 годах состоял членом редакций газет „Studentas“, „Žaizdras“. Участвовал в социал-демократическом обществе „Žaizdras“. Один из организаторов студенческой демонстрации 15 февраля 1929 года; за причастность к её организации был арестован.
Участвовал в деятельности третьефронтовцев. С начала 1930-х годов прекратил участвовать в изданиях левой ориентации. Выступал в печати против «культур-большевизма». Вступил в националистическую партию таутининков. После ввода в Литву в июне 1940 года советских войск 21 июня того же года бежал в Германию. Стал одним из учредителей Фронта литовских активистов (Lietuvos aktyvistų frontas, LAF), был председателем комиссии по пропаганде ФЛА. В 1942 году вернулся в Литву, жил в Шяуляе, работал в периодической печати. В 1944 году эмигрировал во Францию, в 1948 году перебрался в США.
Был представителем журнала «Сантарве» (Santarvė, «Согласие») в Америке (1951—1958). Занимался литературным творчеством. С 1975 года работал на «Радио Свободная Европа / Радио Свобода» комментатором литовской культурной жизни и политических событий в Литве.
Награждён Командорским крестом Ордена Великого князя Литовского Гядиминаса (1996).
Умер в Лос-Анджелесе. В 2015 году прах Райлы и его жены были перезахоронены на Пятрашюнском кладбище в Каунасе.

## Литературная деятельность
С 1923 года сотрудничал в изданиях левой ориентации („Socialdemokratas“, „Kultūra“). В журнале „Kultūra“ Райла дебютировал как поэт, опубликова своё первое стихотворение в 1925 году. В 1930—1931 годах был одним из идеологов и редакторов авангардистского левого журнала «Трячас фронтас» („Trečias frontas“, «Третий фронт»).
С 1936 года — обозреватель каунасского «Радиофона». В 1937—1939 годах работал корреспондентом газеты «Летувос айдас» („Lietuvos aidas“, «Эхо Литвы») в Западной Европе. Сотрудничал в журналах „Jaunoji karta“, «Вайрас» („Vairas“, «Руль»; в 1939 году — секретарь редакции). В 1939—1940 годах — заведующий отделом иностранной политики газеты «Летувос айдас».
В 1930 году выпустил сборник стихотворений „Barbaras rėkia“. Перевёл романы немецких писателей Людвига Вольфа «Смелее, Чарли!» („Kopf hoch, Charly!“, 1930) и «Возвращение»  Эриха Марии Ремарка (1931). 
В США издал 19 сборников эссе, заметок литературной хроники, статей на темы политики и культуры, текстов своих выступлений по радио, отличающихся острой полемичностью, резкой критикой прокоммунистического конформизма, последовательным разрушением эмигрантских догм и иллюзий.

## Издания
- Tamsiausia prieš aušrą. Straipsniai Lietuvių politikos, visuomenes, idėjų klausimais, 1946–1958 m. 1960.
- Laumių Juosta. 1966.
- Dialogas su Lietuviais. 1970
- Paguoda. 1974
- Vaivos Rykštė: Šimtas prakalbų į Lietuvą (1975—1979). 1980.
- Kitokios Lietuvos ilgesys: Šimtas prakalbų į Lietuvą (1980—1982). 1983.
- Kryžkelės: radijo prakalbos į Lietuva (1986—1988), ketvirtas rinkinys. 1989.
- Kuo alsavom. 1994.
- Liudytojo poringės: Minčių ir išgyvenimų pėdsakais (1944—1996). 1996.

## Награды
- Лауреат премии Винцаса Кудирки
- Командорский крест ордена Великого князя Литовского Гядиминаса (9 февраля 1996).